# Science Fiction Theatre
Science Fiction Theatre (Teatrul științifico-fantastic) a fost un serial TV american de antologie științifico-fantastic care a fost produs de Ivan Tors și Maurice Ziv și difuzat inițial în sindicalizare. A avut premiera la 9 aprilie 1955 și s-a încheiat la 9 februarie 1957, cu un total de 78 de episoade de-a lungul a două sezoane.
Din 1955 până în 1957, Science Fiction Theatre, un serial de televiziune semi-documentar, a explorat știința modernă. Punând accent pe știință înainte de ficțiune, telespectatorii au fost tratați cu o varietate de provocări complexe, de la telepatie mentală, roboți, furnici care mănâncă oameni, copaci ucigași, primul zbor al omului în spațiu și călătorii în timp. Găzduit de Truman Bradley, un crainic radio/TV și actor de film din anii 1940, fiecare episod prezenta povești care aveau un accent științific extrapolat sau pseudoștiințific bazat pe datele științifice reale disponibile la acea vreme. De obicei, poveștile legate de viața sau munca oamenilor de știință, inginerilor, inventatorilor și exploratorilor, programul s-a concentrat pe concepte precum zborul spațial, roboții, telepatia, farfuriile zburătoare, călătoria în timp și intervenția extratereștrilor în afacerile umane. Cu câteva excepții, poveștile au fost concepte originale bazate pe articole din numere recente ale revistei Scientific American, ale căror coperți pot fi văzute în biroul lui Bradley în câteva episoade.
Primul sezon a fost filmat pe Eastmancolor de 35 mm. În martie 1956, producătorul Ivan Tors a convenit cu Frederick Ziv să producă programul în alb-negru pentru a compensa cheltuielile de producție în schimbul unui al doilea sezon.
Asemenea seriei de antologie Out There și Tales of Tomorrow dinaintea sa, Science Fiction Theatre a fost un predecesor al serialelor TV de antologie științifico-fantastice ulterioare, cum ar fi The Twilight Zone și The Outer Limits.
Serialul nu a avut o distribuție fixă în afară de gazdă, deși un număr de actori au apărut în mai multe episoade în roluri diferite.  Michael Fox (7ep.), Dick Foran (4ep.), Marshall Thompson (7ep.), Dabbs Greer (3ep.), Arthur Franz (5ep.), Whit Bissell (3ep.), Judith Ames (6ep.), and Bruce Bennett (5ep.) au apărut în mai multe episoade decât majoritatea. Serialul a prezentat și vedete ca Basil Rathbone, Kenneth Tobey (2ep.), Victor Jory, Gene Barry (2ep.), DeForest Kelley (3ep.), Phyllis Coates and Vincent Price (2ep.). Edmund Gwenn (2ep.) și Ruth Hussey (2ep.) au fost cei mai bine plătiți actori ai serialului, câștigând 2.500 dolari fiecare pentru o filmare de trei zile, urmați de Gene Lockhart (2ep.), Don DeFore și Howard Duff care au fost plătiți cu 2.000 de dolari fiecare. Majoritatea actorilor au fost plătiți între 150 și 500 de dolari, în funcție de mărimea rolului lor.

## Seriale asemănătoare
- Alcoa Presents: One Step Beyond
- Amazing Stories
- Hammer House of Horror
- Night Gallery
- Masters of Horror
- Masters of Science Fiction
- Monsters
- Tales from the Crypt
- Tales from the Darkside
- La Limita Imposibilului (1995)
- Zona crepusculară (1959)
- Zona crepusculară (1985)
- Zona crepusculară (2002)